# Joan Coll i Bofill
Joan Coll i Bofill (Barcelona 1866- Tarradel 1922) fue un médico pediatra barcelonés  pionero en la regulación  de  la lactancia mercenaria para que  tuviera la máxima seguridad de higiene.
En este sentido impulsó un  reglamento sobre  el amamantamiento de las nodrizas  presentando  una ponencia  en el Congreso de Ciencias Médicas de 1888 en Barcelona.

## Biografía
Nació en Barcelona en 1866. Se licenció en medicina por la Universidad de Barcelona en 1887.
Interesado por el mundo de la infancia, Joan Coll i Bofill ingresó como practicante en la Casa Provincial de Maternidad y Expósitos cuando todavía era estudiante de medicina.
Una vez licenciado, obtuvo la plaza de médico sustituto y médico auxiliar hasta que ascendió a médico numerario de la Sección de Lactancia Mercenaria. 
En 1888 presentó la ponencia sobre amamantamiento mercenario en el Congreso de Ciencias Médicas de Barcelona.
En 1908 fue nombrado  presidente honorífico del Congreso de la Tuberculosis de Zaragoza donde fue condecorado con la medalla de plata de los ''Sitios de Zaragoza''.
Coll y Bofill fue también médico inspector sanitario de las Escuelas Municipales y además, fue fundador y director del Dispensario del Sagrado Corazón de Jesús para niños enfermos pobres de Barcelona.
Joan Coll se presentó a oposiciones a cátedra de Pediatría sin éxito. Sin embargo fue un prolífico autor sobre los aspectos sociales de su especialidad, insistiendo en la necesidad de prevenir la mortalidad infantil, la creación de nuevos dispensarios y la necesidad de regular el amamantamiento mercenario, entre otros.
Con voluntad divulgativa, sus artículos se publicaron en las revistas médicas como El Eco de las Clínicas, La Gaceta Médica de Cataluña o Revista de Higiene y Policía Sanitaria, entre otros. Además de ser colaborador habitual de la prensa la general como La Publicitat, La Vanguardia y Diario Barcelona. 
De muy joven  realizó algunas incursiones literarias en las revistas como El Relámpago, El Clarín, etc.
Fue socio del Ateneo barcelonés y en 1894 se convirtió en secretario de la sección de Ciencias Exactas y Naturales.
En 1916 Joan Coll y Bofill fue elegido miembro numerario de la Real Academia de Medicina de Cataluña (RAMC). Su discurso de ingreso se tituló Algunos comentarios sobre diversas manipulaciones a las que son sometidas las leches más empleadas en la lactancia artificial de los niños, respondido por el catedrático Rafael Rodríguez Méndez.
Entre 1919 y 1922, fue el bibliotecario y archivero de la Academia.
En 1921, formó parte de la comisión organizadora del Congreso Nacional de Higiene y Saneamientos urbanos.
Falleció en Tarradel, provincia de Barcelona, en 1922.